# コニー (歌手)
コニー（Conny、1958年8月17日 - ）は、日本の歌手。Conny "Ross" Lane などの名義で発表したソロ作品もある。本名は石川幸子で、サッチとも愛称される。

## 経歴
スクールメイツの一員として活動した後、オールディーズ・バンドのザ・ヴィーナスに参加してコニーと名乗り、ポニーテールと落下傘スカートというスタイルを確立する。コニーがボーカルを務めたザ・ヴィーナスはいくつかヒット曲を出したが、「キッスは目にして!」が大ヒットとなったため、後には彼女も「一発屋」と見なされることがあった。
ザ・ヴィーナスは1983年に解散し、その後のコニーは、様々な名義でソロ活動を重ねた。
1984年には、Conny "Ross" Lane 名義で、ソウル系の楽曲の日本語カバーを集めたアルバム『Groovin' Groovin'』を発表したが、その後はオールディーズ路線に回帰し活動を継続しており、1990年代にはシャ・ナ・ナとの共演アルバムも作成した。

## おもなソロ・シングル
- 夢の翼/やんちゃなエンジェル - 1985年 ※フジテレビ系テレビアニメ『炎のアルペンローゼ ジュディ&ランディ』オープニングテーマ（前者）、およびエンディングテーマ（後者）

## おもなソロ・アルバム
- Groovin' Groovin' - 1984年
- コニーのロカビリーパーティ - 1993年